# 순응
순응(順應, 영어: acclimatization)은 개별 생물체가 환경 변화(예: 고도, 온도, 습도, 광주기, pH의 변화 등)에 적응하여 다양한 환경 조건에서 생활을 유지할 수 있도록 하는 과정이다. 순응은 단기간(몇 시간에서 몇 주)에 생물체의 일생 내에서(여러 세대에 걸쳐 일어나는 적응과 비교) 일어난다. 이것은 불연속적으로 일어날 수 있고(예: 등산가가 몇 시간 또는 몇 일에 걸쳐 높은 고도에 적응할 때) 털갈이를 하는 포유류처럼 주기적인 과정의 일부를 지칭할 수도 있다. 생물체는 환경의 변화에 따라 형태학적, 행동적, 물리적, 생화학적 특성을 조정할 수 있다. 새로운 환경에 순응할 수 있는 능력은 여러 종에서 잘 알려져 있지만, 연구자들은 생물체가 어떻게 그리고 왜 그러한 방식에 순응하는지에 대해서는 아직까지 거의 알지 못한다.

## 사회화
사회화(社會化)를 '인간의 상호 작용 과정' 또는 인간이 사회의 한 성원으로 생활하도록 기성세대에 동화함. 또는 그런 일을 가리킨다고 정의해볼때 인간의 아동기인 유아기(생후12~18개월경)부터 양육자의 바람이나 기대를 인식하고  간단한 요구와 기대에 부응하는 행동인 순응(compliance)을 비순응(noncompliance)으로부터 보다 더 잘 형성하는 것으로 보이는 것이 시작된다는 연구결과가 보고된바있다.

## 같이 보기
- 적응
- 뻣뻣함#순응도